# Barnets borg

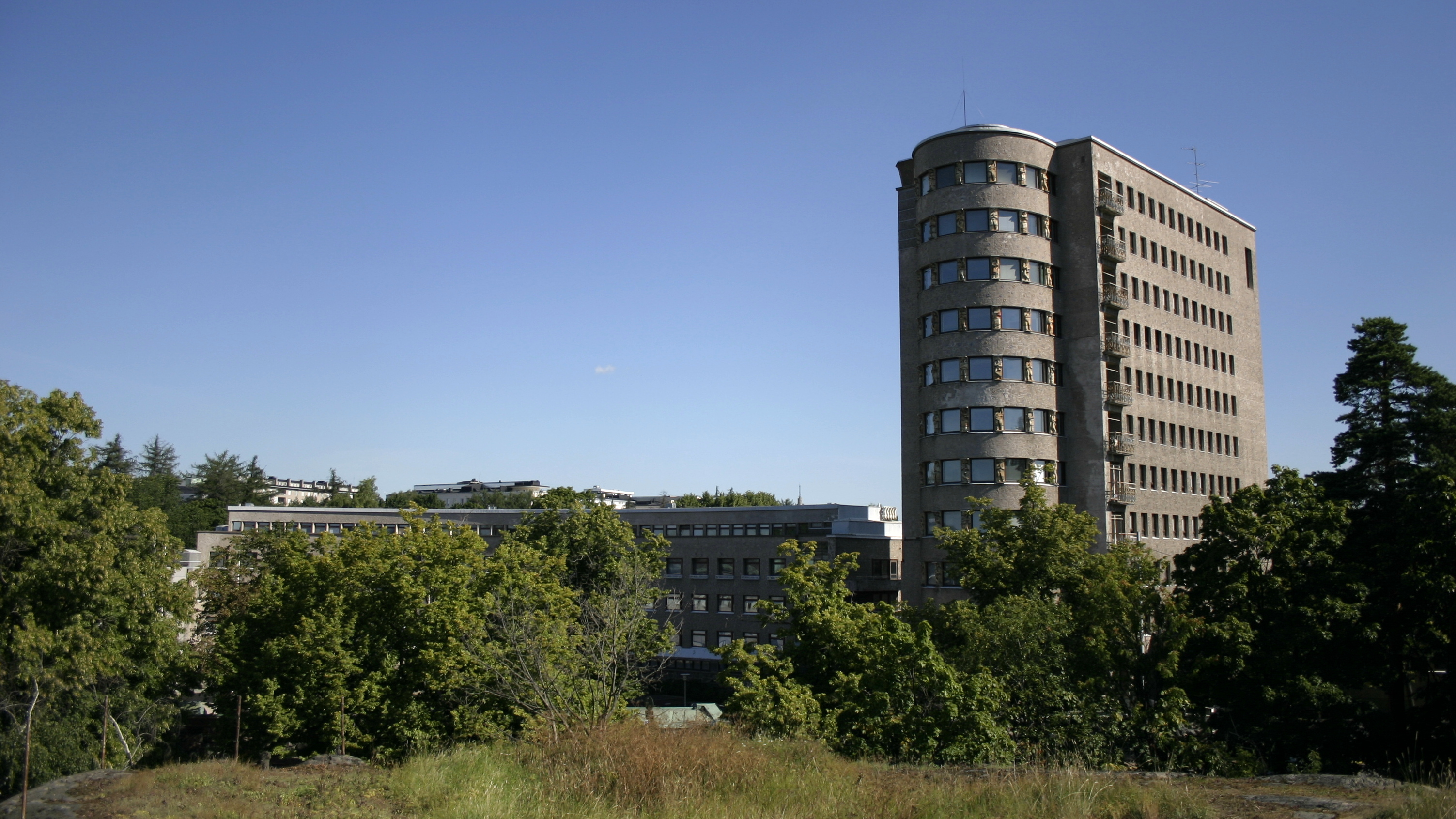
Barnets borg.

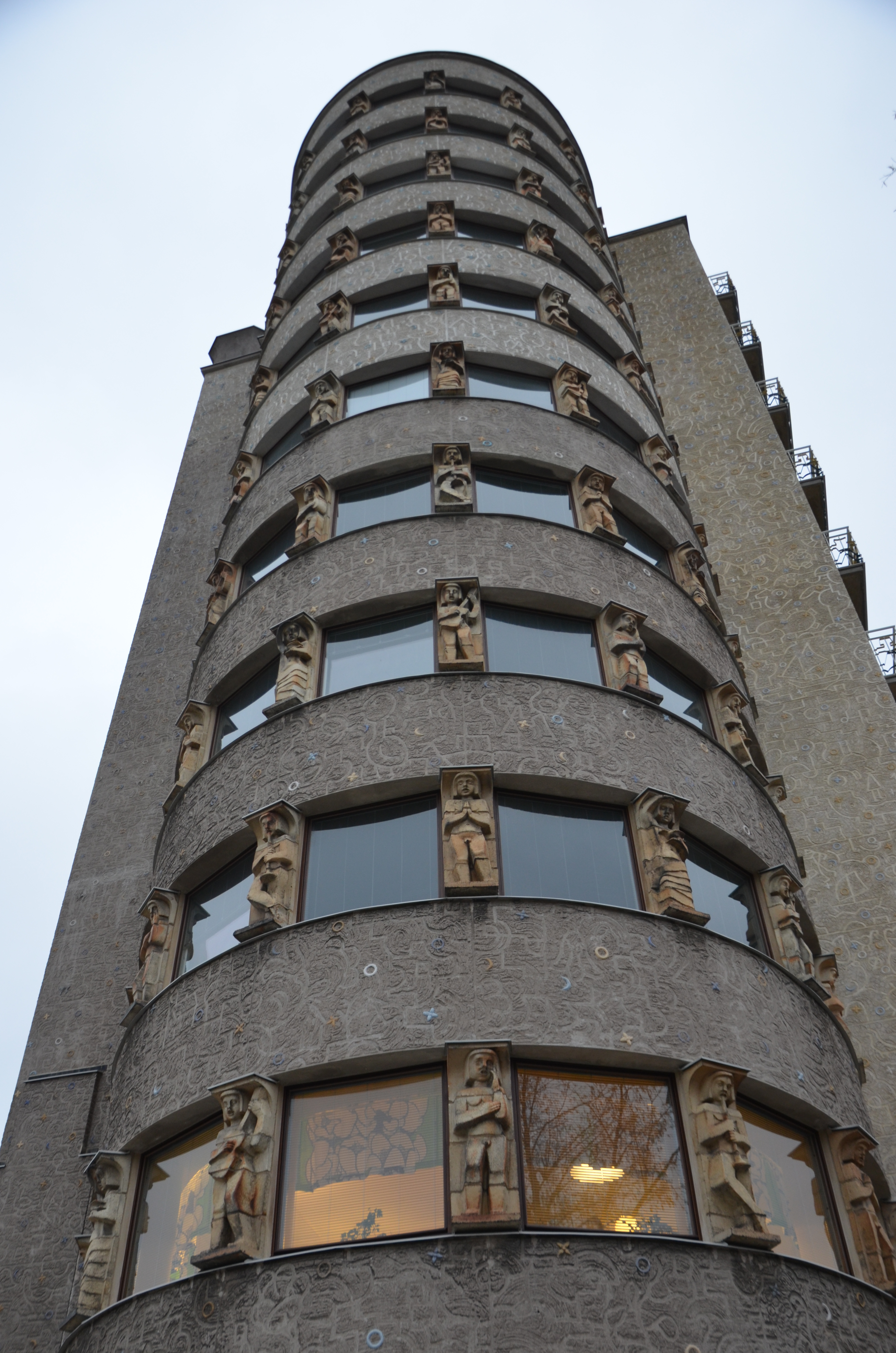
Barnets borg.

Barnets borg (finska: Lastenlinna) är ett barnsjukhus i Bortre Tölö i Helsingfors, som uppfördes 1948 och ritades av Elsi Borg, Otto Flodin och Olavi Sortta, med en tillbyggnad 1959. Byggnaden har fasadutsmyckningar av skulptören Sakari Tohka.
Barnsjukhuset har sina rötter i ett barnsjukhus, som öppnade 1918 i Berghäll och som drevs av Mannerheims barnskyddsförbund till och med år 1967.
Enligt beslut av Helsingfors och Nylands sjukvårdsdistrikt i oktober 2012 skulle Barnets borg ersättas av en ny sjukhusbyggnad 2017. Byggnadsarbetena påbörjades 2014. Nya barnsjukhuset blev klart under våren 2018 och öppnades i september 2018.